# George F. Kennan
George Frost Kennan, född 16 februari 1904 i Milwaukee, Wisconsin, död 17 mars 2005 i Princeton, New Jersey, var en amerikansk diplomat, politisk rådgivare, statsvetare och historiker, mest känd som upphovsmannen till begreppet uppdämning och som en nyckelfigur i inledningen av kalla kriget.
Kennan har blivit berömd för sitt ”långa telegram” från Moskva 1946 och den påföljande X-artikeln (”The Sources of Soviet Conduct”) från 1947. X-artikeln argumenterade för att Sovjetunionen till sin natur var expansionistiskt och att dess inflytande måste ”uppdämmas” inom områden med avgörande strategisk betydelse för USA. Dessa texter blev grundläggande texter om kalla kriget, formulerade Trumanadministrationens nya anti-Sovjetpolitik och inspirerade till Trumandoktrinen och till USA:s strategi om "uppdämning" av Sovjetunionen. Det gjorde att Kennan under resten av sitt liv var en ledande auktoritet inom kalla kriget. Som chef för utrikesdepartementets Policy Planning Staff från 1947 spelade Kennan en huvudroll i utformningen av Marshallplanen.
Strax efter att Trumandoktrinen blivit officiell amerikansk policy, började Kennan kritisera den politik som han till synes själv varit med och utformat. Kennans åsikter om amerikansk utrikespolitik skiljde sig på flera punkter från Trumanadministrationens och hans inflytande blev mer marginaliserat – speciellt efter att Dean Acheson blivit utrikesminister 1949. När USA:s strategi i kalla kriget blev mer aggressiv och militant klagade Kennan över vad han kallade en missuppfattning av hans texter.
1950 lämnade Kennan utrikesdepartementet, med undantag av två korta uppdrag som ambassadör i Moskva och Jugoslavien, och blev en ledande realistisk kritiker av USA:s utrikespolitik. Som fakultetsmedlem i Institute for Advanced Study från 1956, fortsatte han att vara en betydelsefull tänkare i utrikesfrågor.

## Biografi

### Uppväxt och tidig karriär
Kennan föddes i Milwaukee, Wisconsin. Hans mor dog en kort tid efter födseln. Vid 8-årsåldern bodde han 6 månader i Tyskland med sin styvmor (fadern hade gift om sig). I ungdomen var han blyg och introvert. Han studerade vid St. John's Military Academy, en universitetsförberedande internatskola i Delafield, Wisconsin. Hösten 1921 började han på Princeton University. Han var ovan vid skolans elitistiska östkust-atmosfär och kände sig ensam och svårmodig men han lyckades ta examen 1925. Kennan övervägde nu att ansöka till law school men tyckte att det var för dyrt. Istället blev han antagen till så kallad Foreign Service (utrikesrepresentationen) där han fick uppdrag vid europeiska ambassader och konsulat. Hans första uppdrag var i Genève, Hamburg och i Baltikum.
1929 började Kennan på ett program i Berlin där han studerade historia, politik och ryska språket. I Berlin träffade han norskan Annelise Sorensen. De gifte sig 1931 och fick fyra barn. Han lärde sig att behärska ett flertal språk: ryska, tyska, franska, polska, tjeckiska, portugisiska och norska.
När USA öppnade diplomatiska förbindelser med Sovjetunionen 1933, följde Kennan med den amerikanske ambassadören William C. Bullit till Moskva. I mitten av 1930-talet var Kennan en av Rysslandsexperterna på ambassaden, tillsammans med Charles Bohlen och Loy Henderson. Dessa trodde att det skulle vara svårt att samarbeta med Sovjetunionen. Vid samma tid pågick Stalins utrensningsauktioner – händelser som starkt påverkade Kennans syn på Sovjetregimen.
Vid utbrottet av andra världskriget 1939 fick Kennan en tjänst i Berlin och stannade till 6 månader efter att USA gått in i kriget 1941. 1943–1944 arbetade han som rådgivare i European Advisory Commission, som hade i uppdrag att förbereda de allierades politik efter en förväntad seger.

### Kennan och kalla kriget

#### Det "långa telegrammet"
Juli 1944–april 1946 tjänstgjorde Kennan som ställföreträdare för den amerikanska ambassadören i Moskva, Averell Harriman. Redan i september 1944 skrev Kennan till Washington, D.C. att ryssarna höll på att inrätta en inflytandesfär i östra Europa. Han tyckte att USA borde föra en egen inflytandesfär-politik i samarbete med länderna i västra Europa för att hindra Sovjetmakten från att utvidga sitt inflytande och sin makt. Hans idéer ignorerades av beslutsfattarna, vilket gjorde honom frustrerad och missmodig. I februari 1946 ville dock utrikesdepartementet ha en förklaring på några utspel från ryssarna, och Kennan tog tillfället i akt och skrev ett långt telegram där han analyserade den sovjetiska utrikespolitiken och dess historiska bakgrund. Det "långa telegrammet" skickades 22 februari 1946 till utrikesministern James Byrnes.
Kennan förklarade att Sovjetunionen såg sig, enligt den officiella propagandan, som omgiven av kapitalistiska fiender "med vilka det i det långa loppet inte kan vara någon permanent fredlig samexistens". Lyckligtvis fanns det dock inre konflikter bland kapitalisterna som kunde utnyttjas.
Han skrev vidare att anledningen till "Kremls neurotiska syn på utrikesrelationer är den traditionella och instinktiva ryska känslan av otrygghet". Denna otrygghet hade historiska och geografiska orsaker: Det ryska folket hade länge levt på "ett vidsträckt slättland omgivet av fientliga nomadfolk... Och de har lärt sig att det enda sättet att uppnå säkerhet är en tålmodig men oförsonlig kamp för att fullständigt krossa sina rivaler".
Hans slutsats var: "Vi har här en politisk kraft som är fanatiskt hängiven tron att det inte kan råda något permanent modus vivendi med USA, att det för att Sovjetmakten ska kunna leva i trygghet är nödvändigt och önskvärt att den inre harmonin i vårt samhälle slås sönder." Men, förklarade Kennan, till skillnad mot Hitlertyskland handlar Sovjet inte efter bestämda planer och tar inte onödiga risker. Om Sovjet ställs inför starkt motstånd så drar det sig tillbaka. "Om motståndaren alltså har tillräcklig styrka och visar att han är beredd att använda den, så behöver han sällan göra det." 
Kennans direkta rekommendationer i slutet av telegrammet, efter den skräckinjagande beskrivningen, var måttliga. Han föreslog att den amerikanska allmänheten skulle upplysas av regeringen om den ryska situationen och att USA måste lägga fram för andra nationer en positiv och konstruktiv bild av den värld man skulle vilja se.
Det fanns inget förslag om ekonomiskt eller militärt stöd till andra länder och inte heller användes ordet "uppdämning" i telegrammet.
Telegrammet väckte stor uppmärksamhet i utrikesdepartementet och speciellt hos marinminister James Forrestal, som var en av Trumanadministrationens förespråkare för en hård linje mot Sovjet. Forrestal ordnade så att Kennan kom till Washington, D.C. och var senare pådrivande för att han skulle publicera X-artikeln. I Washington fick Kennan i april 1946 en tjänst vid krigshögskolan, där han kunde föreläsa för många inflytelserika personer. Senare blev han chef för utrikesdepartementets nya Policy Planning Staff, från april 1947 till december 1949.
Under tiden, den 12 mars 1947, höll Truman ett tal inför kongressen: "Min tro är att det måste vara USA:s policy att stödja fria folk som kämpar emot försök till underkuvande från väpnade minoriteters sida eller genom yttre påtryckningar..." Stödet skulle i första hand vara i form av ekonomisk och finansiell hjälp. Detta förslag blev känt som Trumandoktrinen. En ny lag beviljade ekonomiskt stöd till Grekland, där landets regering kämpade mot en kommunistisk gerilla, och även till Turkiet. Inspirationen kom från Kennans "långa telegram". En annan viktig inspirationskälla var Churchills tal i Fulton 5 mars 1946.

#### X-artikeln
I juli 1947 publicerades en artikel med titeln "The Sources of Soviet Conduct" (bakgrunden till sovjetiskt beteende) i den inflytelserika tidningen Foreign Affairs. Artikeln undertecknades med pseudonymen "X" och fick namnet X-artikeln, men den verklige upphovsmannen var George Kennan. X-artikeln var en omarbetning av hans "långa telegram".
I artikeln utvecklade Kennan tankarna om att Sovjet inte tar onödiga risker. Om de finner "oöverstigliga barriärer på sin väg så accepterar de dessa filosofiskt och anpassar sig till dem". Därför föreslog Kennan att
"huvudinslaget i USA:s politik gentemot Sovjetunionen måste vara en långsiktig, tålmodig men fast och vaksam uppdämning av ryska expansionstendenser... 

Sovjetiskt tryck mot västvärldens fria institutioner är något som kan uppdämmas genom snabb och vaksam motattack vid konstant skiftande geografiska och politiska områden, som svarar mot växlingar och manövrer i Sovjetunionens politik."
Publiceringen av X-artikeln gav snabbt upphov till en av de mest intensiva debatterna om kalla kriget. Snart blev det allmänt känt att "X" var George Kennan, och eftersom han var högt uppsatt inom utrikesdepartementet betraktades X-artikeln som ett officiellt dokument som uttryckte Trumanadministrationens nya politik gentemot Sovjetunionen.
Kennan hade dock inte tänkt sig X-artikeln som ett heltäckande recept på en framtida utrikespolitik. Resten av sitt liv fortsatte Kennan att upprepa att artikeln inte påstod att man automatiskt skulle göra motstånd mot sovjetisk "expansionism" överallt där den fanns, utan att skilja mellan direkt och indirekt intresse. Det framgick inte heller av artikeln att Kennan föredrog politiska och ekonomiska metoder framför militära som medel för "uppdämning" (eng. containment). "Mina tankar om uppdämning", skrev Kennan, "förvanskades givetvis av dem som förstod den enbart som ett militärt begrepp; och jag tror att det, lika mycket som något annat, ledde till den fyrtio år onödiga, förskräckligt dyra och förvirrande perioden av kallt krig."
Kennan intervjuades så sent som 1996 i ett TV-program om missförståndet av X-artikeln. Han upprepade att han inte ansåg att ryssarna var ett militärt hot utan deras strävan var politisk. "De var inte som Adolf Hitler", anmärkte Kennan. Den amerikanska regeringens missförstånd, enligt Kennan,
"berodde på en mening i X-artikeln, där jag påstod att överallt där dessa människor, syftande på sovjetiska ledarna, konfronterade oss med fientlighet var som helst i världen, skulle vi göra allt vi kunde för att dämma upp dem och inte låta dem expandera längre. Jag borde ha förklarat att jag inte misstänkte att de ville attackera oss. Det här var precis efter kriget och det vore absurt att anta att de skulle svänga om och attackera USA. Jag trodde inte att jag behövde förklara det men det är uppenbart att jag borde ha gjort det."
På ett personligt plan betydde X-artikeln plötslig berömmelse för Kennan.

#### Betydelse under Marshall
April 1947–december 1948, när George C. Marshall var utrikesminister, var den mest inflytelserika perioden i Kennans karriär. I mars och april 1947 deltog Marshall i konferensen för utrikesministrar i Moskva. Där fick han uppfattningen att ryssarna "gjorde allt de kunde för att få ett fullständigt sammanbrott i Europa" och att de tänkte utnyttja det kaos som rådde för att även ta makten över västra delen av Europa. Den 28 april återvände han till Washington och redan nästa dag beordrade han Kennan att inrätta en ny planeringsenhet, Policy Planning Staff. Policyplaneringsstaben fick i uppdrag att utforma Marshallplanen, det ekonomiska återuppbyggnadsprogrammet för Europa. Det var den här typen av politisk/ekonomisk "uppdämning" som Kennan föredrog.
Kennan ansåg att Sovjetunionen jämfört med Västvärlden var den klart svagare parten och inte skulle våga starta krig. Men med tanke på att de Moskvastyrda kommunistpartierna i Västeuropa hade stort folkligt stöd ansåg han att Sovjetunionen var kapabelt att expandera in i dessa länder genom subversiv verksamhet. Förutom ekonomiskt stöd föreslog Kennan hemligt stöd till vänsterpartier som inte var allierade med Sovjetunionen och till fackförbund i Västeuropa för att få ett motstånd bland arbetarklassen mot Sovjet. Kennan skrev till Marshall i en promemoria den 23 juli 1947 att syftet med Marshallhjälpen var a) "så att de kan köpa av oss" och b) "så att de kommer att ha tillräckligt självförtroende för att motstå tryck utifrån". Dessa syften har debatterats mycket i efterhand.
Sovjetunionen motsatte sig Marshallhjälpen och detta hoppades Kennan och Trumanadministrationen skulle leda till spänningar med Sovjets allierade kommunister i Östeuropa. Som chef för Policyplaneringsstaben gav Kennan rekommendationer till utrikesministern i många frågor. Han föreslog åtgärder för att utnyttja Titos brytning med Stalin. Han hjälpte också till att starta Office of Policy Coordination (OPC), som var en organisation för hemliga operationer utomlands, och bidrog med att planera några av OPC:s operationer bakom järnridån. OPC blev sedan en del av CIA. Flera år senare, 1975, sa Kennan att "det största misstaget" han någonsin gjort var att rekommendera hemliga operationer utomlands. Kennan gjorde också mycket för USA:s politik gentemot Japan och Kina.
Ett annat exempel på administrationens nya anti-Sovjet-politik var att USA efter ett förslag från Kennan, slutade att vara fientliga mot Francos Spanien, för att säkra amerikanskt inflytande i Medelhavsområdet. Kennans förslag förebådade omsvängningen i de spansk-amerikanska relationerna, som ledde till nära militärt samarbete från 1950.
Kennan var emot bildandet av Atlantpakten, då han föredrog ekonomiskt samarbete framför militärt.

#### Meningsskiljaktigheter med Acheson
Kennans inflytande minskade avsevärt efter att Dean Acheson blivit Trumans nya utrikesminister 1949. Acheson ansåg inte att det sovjetiska "hotet" var främst politiskt, och exempel på det hävdade han var Berlinblockaden 1948-1949, Sovjets första kärnvapentest i augusti 1949 och det kommunistiska maktövertagandet i Kina en månad senare. Dessutom ansattes Acheson hårt av den så kallade Kinalobbyn (som stödde Chiang Kai-shek) och republikaner i kongressen som anklagade administrationen för att ha "förlorat Kina". 
Kennan var även motståndare till utökningen av USA:s kärnvapenprogram (utvecklingen av vätebomben) och bildandet av Västtyskland som en separat stat; Acheson avfärdade Kennans förslag om en tysk återförening. Kennan bestämde sig för att avgå som chef för policyplaneringsstaben i december 1949 men han fortsatte att arbeta där som rådgivare. Acheson utsåg Paul Nitze till ny chef. Nitze delade i mycket större utsträckning Achesons åsikter.
Ställd inför den sovjetiska atombomben och det kommunistiska maktövertagandet i Kina beordrade Truman en översyn av den amerikanska utrikespolitiken. Det resulterande dokumentet, NSC-68, skrevs av policyplaneringsstaben, främst Paul Nitze, och gavs ut i april 1950. Kennan tyckte, liksom Charles Bohlen, en annan av utrikesdepartementets Rysslandsexperter, att dokumentet borde ha formulerats annorlunda. Kennan motsatte sig den underförstådda idén i NSC-68, att Stalin hade en storslagen plan för världsherravälde, och tyckte att dokumentet var för militant. Dokumentet rekommenderade stora ökningar av USA:s militära satsningar. Det skrevs slutligen under av Truman i september 1950, strax efter att Nordkorea hade invaderat Sydkorea och startat Koreakriget.
Kennan tyckte inte att USA borde gå över den 38:e breddgraden in i Nordkorea, utan förespråkade att de bara skulle återställa status quo ante (tillståndet man var i tidigare). Det blev dock så att Truman gav klartecken för ett anfall in i Nordkorea efter inledande amerikanska framgångar i kriget. Vid den tiden var Kennan redan på väg till Institute for Advanced Study för en stipendiattjänst. 
Koreakriget 1950 blev sista gången Kennan hade en direkt och betydande roll i amerikansk utrikespolitik.

#### Ambassadör i Sovjetunionen
Sent 1951 erbjöd Acheson Kennan att bli ambassadör i Moskva. Kennan tackade ja och var entusiastisk inför sitt nya uppdrag. Relationerna mellan USA och Sovjet var vid den tidpunkten mycket ansträngda, men han hoppades kunna nå ett genombrott och inleda diskussioner med de sovjetiska ledarna. Den amerikanska regeringen var dock mer inriktad på att skapa allianser mot Sovjet än att förhandla med dem, och KGB övervakade varje steg Kennan tog och hindrade honom från att träffa vanliga medborgare. 
Kennan blev snart desillusionerad och vid en presskonferens jämförde han sin tillvaro i Moskva med den han hade haft i Nazityskland. Sovjeterna förklarade honom persona non grata och vägrade att låta honom komma tillbaka till Sovjetunionen. Kennan medgav i efterhand att "det var ett extremt dumt" uttalande.

#### Kennan och Eisenhoweradministrationen
Trots motgångarna hade Kennan inga planer på att avsluta sin karriär inom Foreign service. 1952 valdes Dwight Eisenhower till amerikansk president. Kennan fann det mycket svårt att komma överens med den nya, hökaktiga utrikesministern John Foster Dulles, som förklarade att Kennan var tyngd av att vara förknippad med uppdämning. Kennan lämnade Washington, D.C. för sin farm i Pennsylvania. 
Kennan fortsatte ändå att arbeta för regeringen. Han deltog i en hemlig granskning, känd under namnet Operation Solarium, där man diskuterade kärnvapenavskräckning och "rollback" som alternativa strategier till uppdämning. Eisenhower valde att följa Kennans rekommendationer och fortsätta den föregående regeringens uppdämningstaktik.

#### Kennan och Kennedy
När John F. Kennedy valdes till president 1960 och tillträdde sitt ämbete i januari 1961, hoppades Kennan att på nytt få en betydelsefull tjänst. Han utnämndes till ambassadör i Jugoslavien men frustrationen över att inte kunna påverka politiken på samma sätt som han gjort mellan 1947 och 1950 gjorde att han sa upp sig 1963.

### Karriär vid Institute for Advanced Study
Efter att Kennan slutat som ambassadör i Jugoslavien tillbringade han resten av sitt liv i den akademiska världen, och blev en ledande kritiker, inom den realistiska skolan, av amerikansk utrikespolitik. Han fortsatte sin karriär vid Institute for Advanced Study 1956. Under sin karriär där skrev han sjutton böcker och en mängd artiklar om internationella relationer. Han tilldelades Pulitzerpriset i kategorin historia för boken Russia Leaves the War som publicerades 1956. Han fick på nytt Pulitzerpriset 1967 för Memoirs, 1925-1950. Han har skrivit sex böcker om relationerna mellan Ryssland och Väst från 1875 till hans egen tid.
I Memoirs, 1925-1950 skrev Kennan att uppdämning för honom betyder något annat än användning av militär motattack (counterforce). Han tyckte aldrig om att den politik han influerat var förknippad med upprustning. I sina memoarer skrev han att "counterforce" avsåg politisk och ekonomisk utveckling av Västeuropa. (I ett utkast till X-artikeln använde han först uttrycket "counter-pressure".) Sovjetunionen var utmattat av krig och utgjorde inget hot mot USA eller dess allierade vid början av kalla kriget, utan var snarare en stark ideologisk och politisk rival, resonerade Kennan.
På 1960-talet kritiserade Kennan den amerikanska interventionen i Indokina, då han inte tyckte att området hade en avgörande betydelse för USA. Enligt Kennan så var Sovjetunionen, Storbritannien, Tyskland, Japan och Nordamerika fortfarande de områden som hade avgörande betydelse för USA. Kennan var en framstående kritiker av den kapprustning som kännetecknade Carters och Reagans presidentperioder på sent 1970-tal och tidigt 1980-tal.
1989 tilldelades han frihetsmedaljen av George H.W. Bush. Han fortsatte dock att vara kritisk mot USA:s utrikespolitik. I en intervju för tidningen The New York Review of Books sa han 1999: "Hela den här benägenheten att se oss själva som mer politiskt upplysta och som lärare för en stor del av världen förefaller mig som ogenomtänkt, högfärdig och icke önskvärd. Jag skulle vilja att vår regering gradvis upphörde med sitt offentliga försvar av demokrati och mänskliga rättigheter." Dessa idéer var speciellt tillämpbara på USA:s relationer med Kina och Ryssland, sa han. Han kritiserade de amerikanska interventionerna i Somalia, Bosnien och Kosovo, liksom utvidgningen av Nato.
Under sina sista år drog Kennan slutsatsen att "den sammanlagda effekten av kalla kriget-extremismen var att senarelägga snarare än att snabba på den stora förändring som drabbade Sovjetunionen". Vid en ålder av 98 år varnade han för oförutsedda konsekvenser av att föra krig mot Irak. Han kallade Bushadministrationens försök att koppla samman Al Qaida med Saddam Hussein "patetiskt ogrundat och otillförlitligt". Han fortsatte: "Om vi idag skulle gå in i Irak, som presidenten vill att vi ska göra, så vet man var man börjar. Man vet aldrig var man slutar."
I februari 2004 samlades forskare, diplomater och Princeton-alumner vid universitetets campus för att fira George Kennans 100-årsdag. Utrikesministern Colin Powell ledde tillställningen. Powell berömde Kennans förutsägelse av Sovjetunionens fall och kallade förutsägelsen "ingen tursam gissning utan ett utslag av genuin visdom".
Kennan dog den 17 mars 2005 i en ålder av 101 år, 1 månad och 1 dag i sitt hem i Princeton. Hans fru Annelise, som han gift sig med 1931, överlevde honom. De hade tre döttrar och en son. Efter hans död samlades hans fyra barn i hemmet med Annelise. "Det var hans enorma nyfikenhet som höll honom vid liv så länge", sa Grace Kennan. "Han hade ett enormt intresse för världen, och jag kommer ihåg att han ända in i slutet blev så arg på det han läste i tidningen, arg på det han såg på TV."

## Historisk bedömning
Historikern John Lewis Gaddis har, liksom Michael Hogan och Melvyn Leffler, hjälpt till att skapa en positiv bild av Kennans syn på uppdämning, en strategi han kallar "strongpoint containment" (ung. "befästningsuppdämning"). Enligt detta positiva synsätt uppmanade Kennan USA att använda ekonomisk hjälp och hemliga operationer för att stötta upp maktbalansen i de strategiskt viktiga västeuropeiska länderna och i Japan. På så sätt kunde man hindra sovjetiskt inflytande och låta Sovjet isolerad från omvärlden falla samman. Gaddis skiljer Kennans uppdämning från den mindre genomförbara "globala uppdämningen" som Truman, Acheson, Eisenhower och Dulles senare genomförde. Global uppdämning drog, till skillnad från befästningsuppdämning, in USA i onödiga konflikter i tredje världen och i en kapprustning med Sovjetunionen. Gaddis, som är en av de mest ansedda kalla kriget-historikerna, dedicerade sin senaste bok, The Cold War: A New History (2005), till George Kennan.
Historiker tillhörande den historierevisionistiska skolan, speciellt Walter L. Hixson, håller inte med om den positiva bilden. De säger att Kennan var en irrationell antikommunist som bidrog till amerikansk hegemoni snarare än maktbalans. Hans definition av befästningsuppdämning anses ha varit så bred att den ledde till global uppdämning. En annan kritiker är vänsterskribenten Noam Chomsky som bland annat har riktat uppmärksamhet på Kennans behandling av Japan efter andra världskriget: "Som George Kennan som var en ledande planerare av efterkrigstidens värld påpekade: om vi kontrollerar Japans energiförsörjning så kommer vi att få vetomakt över Japan - skulle det bli olydigt så stryper vi helt enkelt dess energitillförsel." Man har hänvisat till böcker som andra bandet av Bruce Cumings The Origins of the Korean War och Yoshi Tsurumis artikel Daedalus (The Gulf Crisis: In Perspective) från Japan.